# Guérinite
La guérinite (simbolo IMA: Gué) è un minerale raro della classe dei "fosfati, arseniati e vanadati". La sua composizione chimica è Ca5[(AsO3OH)2|(AsO4)2]·9H2O quindi, da un punto di vista chimico, è un arseniato di calcio complesso contenente acqua.

## Etimologia e storia
La guérinite è stata descritta per la prima volta nel 1961 da Evgeni I. Nefedov (1910-1976), che ha chiamato il minerale in onore del chimico francese Henri Guérin, che aveva prodotto il composto chimico sinteticamente per la prima volta.
Il minerale è stato scoperto in due fasi, una delle quali è stata descritta come wapplerite (in realtà rösslerite) e proveniva dalla cava "Daniel" vicino a Neustädtel (nel pressi di Schneeberg) nei Monti Metalliferi sassoni, e l'altra come farmacocolite dai Monti Richelsdorf nel distretto di Hersfeld-Rotenburg. Entrambi i siti sono quindi considerati località tipo per la guérinite.

## Classificazione
Nell'obsoleta, ma in parte ancora in uso, 8ª edizione della sistematica dei minerali secondo Strunz, la guérinite apparteneva alla classe dei "fosfati acquosi senza anioni estranei" dove, insieme a ferrarisite, haidingerite, mcnearite, irhtemite, phaunouxite, picropharmacolite, rauenthalite e vladimirite, formava il "gruppo haidingerite" con il sistema nº VII/C.24.
La 9ª edizione della sistematica minerale di Strunz, valida dal 2001 e utilizzata dall'Associazione Mineralogica Internazionale (IMA), classifica la guérinite nella categoria dei "8.C Fosfati senza anioni aggiuntivi, con H2O". Tuttavia, questa è ulteriormente suddivisa in base alla dimensione relativa dei cationi coinvolti, in modo che il minerale possa essere trovato nella suddivisione "8.CJ Con soltanto cationi di grande dimensione" in base alla sua composizione, dove forma il gruppo senza nome 8.CJ.75 come unico membro.
Anche la classificazione dei minerali secondo Dana, utilizzata principalmente nel mondo anglosassone, classifica la guérinite nella classe dei "fosfati, arseniati e vanadati", ma anche nella categoria dei "fosfati acidi acquosi, ecc.". Qui può essere trovata insieme alla vladimirite nel gruppo senza nome 39.02.02 all'interno della suddivisione "fosfati acidi acquosi ecc., H2(AB)5(XO4)4 × x(H2O)".

## Abito cristallino
La guérinite cristallizza nel sistema monoclino nel gruppo spaziale P21/n (gruppo nº 14, posizione 2) con i parametri reticolari a = 17,63 Å, b = 6,73 Å, c = 23,47 Å e β = 90,6°, oltre a 5 unità di formula per cella unitaria.

## Modificazioni e varietà
Il composto Ca5[(AsO3OH)2|(AsO4)2]·9H2O è dimorfico, cioè si presenta come ferrarisite, che cristallizza nel sistema triclino, in aggiunta alla guérinite cristallizzante nel sistema monoclino.

## Origine e giacitura
La guérinite si forma secondariamente come prodotto di alterazione nei depositi minerali ricchi di arsenico, dove si presenta in paragenesi con realgar, eritrite, quarzo e calcite.
Essendo una formazione minerale rara, la guérinite è stata rilevata solo in pochi siti, circa 40 siti a partire dal 2014. Oltre alla sua località tipo della cava "Daniel" vicino a Neustädtel (Schneeberg), il minerale è stato trovato anche in Germania nella cava "Anton" e nella valle di Heubach e nella miniera "Alt St. Joseph" vicino a Wittichen, nella cava di Clara vicino a Oberwolfach e in campioni di roccia durante la costruzione della galleria per la Bundesstraße 33 vicino a Hornberg nel Baden-Württemberg; in una cava di anfibolite nei pressi di Mackenheim (vicino a Abtsteinach), a Kurfürsten-Stolle] nel distretto del cobalto di Iba e nel Wechselschacht e il Friedensschacht vicino a Süß (vicino a Nentershausen) in Assia; la miniera "Samson" nei pressi di Sankt Andreasberg in Bassa Sassonia; la miniera "Felicità illuminata" vicino a Wernigerode in Sassonia-Anhalt e nel pozzo 139 (Abrahamhalde) vicino a Lauta (nei pressi di Marienberg) e vicino a Bad Schlema nell'Erzgebirgskreis in Sassonia.
L'unico sito noto in Svizzera è la miniera di "Grand-Praz" nei pressi di Ayer nel Canton Vallese.
Altre località includono la Francia (Grand Est, Occitania e Provenza-Alpi-Costa Azzurra), la Grecia (Lavreotiki nell'Attica), il Marocco (provincia di Zagora), la Repubblica Ceca (distretti di Příbram, Karlovy Vary e Jeseník) e gli Stati Uniti (negli Stati del Michigan, Nevada e New Jersey).

## Forma in cui si presenta in natura
La guérinite sviluppa cristalli prismatici a forma di cuneo lunghi fino a circa tre millimetri e lucenti simili al vetro, che di solito sono disposti sotto forma di aggregati minerali trapuntati, sferitici o a forma di rosetta. Nella sua forma pura, la guérinite è incolore e trasparente. Tuttavia, a causa della rifrazione multipla della luce dovuta alla formazione policristallina, di solito appare bianca e opaca.